# Seznam ploskev
Seznam ploskev

## Minimalne ploskve
- Costova ploskev
- Katenoid
- Helikoid
- Riemannova ploskev
- Giroid
- Catalanova ploskev
- Enneperjeva ploskev

## Neorientirane
- Kleinova steklenica

- Realna projektivna ravnina
  - Rimska ploskev
  - Boyjeva ploskev

## Kvadriki
- Sfera
- Sferoid
  - Sploščen sferoid
- Stožec
- Elipsoid
- Enodelni hiperboloid
- Dvodelni hiperboloid
- Eliptični paraboloid
- hiperbolični paraboloid
- Paraboloid

## Psevdosferne ploskve
- Dinijeva ploskev
- Psevdosfera

## Algebrska ploskev
- Cayleyjeva kubična ploskev
- Barthova sekstična ploskev
- Clebschova kubična ploskev
- Opičje sedlo (sedlu podobna ploskev za tri noge.)
- Torus
- Dupinova ciklida (inverzija torusa)
- Whitneyjev dežnik

## Mešane oblike ploskev
- Prava konoida

## Oblike ploskev
V nadaljevanju je prikazanih nekaj ploskev.
- Enneperjeva ploskev
- helikoid
- Plückerjeva konoida
- elipsoid
- onduloid
- Kleinova steklenica
- sfera
- sploščen sferoid
- podolgovat sferoid
- stožec
- torus
- Boyjeva ploskev
- enodelni hiperboloid
- dvodelni hiperboloid
- Rotacijski paraboloid
- Hiperbolični paraboloid
- rimska ploskev
- Opičje sedlo
- Whitneyjev dežnik
- Psevdosfera
- Dinijeva ploskev
- Katenoid
- Prava konoida
- Dupinova ciklida